# Lamborghini LM001
Lamborghini LM001 – koncepcyjna wersja samochodu terenowego typu SUV Lamborghini LM002. 
Lamborghini zbudowało swój pierwszy samochód dla wojska w 1977 roku, został on nazwany „Cheetah”. Lamborghini skonstruowało ten model z myślą o jego sprzedaży do amerykańskich sił wojskowych. Początkowo prototyp miał zamontowany z tyłu pojazdu silnik V8 od Chryslera. Nie przypadł on jednak do gustu zarówno generałom jak i cywilom, przez co został zniszczony podczas testowania go przez Amerykanów. Zmusiło to Lamborghini do zbudowania nowego samochodu. Posiadając ku temu fundusze firma z Sant' Agata postanowiła rozwinąć projekt terenowego pojazdu. Tym razem Włosi budowali nowy pojazd bez wsparcia MTI. Baza do zbudowania dobrego terenowca była już gotowa w postaci koncepcyjnego Cheetaha. Oba pojazdy pod względem technicznym są niemal identyczne. Terenówka o nazwie LM 001 została zaprezentowana na salonie w Genewie w 1981 r. Skrótowiec LM oznacza Lamborghini Militari. LM 001 podobnie jak Cheetach był projektowany z myślą o armiach wielu krajów. Omawiany pojazd zbudowany jest na takiej samej ramie jak Cheetach. Znacznym zmianom uległo nadwozie. Zmontowano drzwi, oraz brezentowy, składany dach. Pojazd był bardzo kanciasty, co miało ułatwić montaż płyt pancernych. Ponadto zastosowano wielkie wloty powietrza z tyłu i kilka kosmetycznych zmian. Wnętrze pozostało niewygodne. LM 001 napędzany był przez ten sam silnik V8 co Cheetach, jednak konstruktorzy już wtedy myśleli o zastąpieniu go silnikiem V12. Silnik był zamontowany z tyłu, przez co LM 001 był źle wyważony. Firma Lamborghini wyciągnęła wnioski z niepowodzeń Cheetach i LM 001 w konstrukcji kolejnej terenówki, LM002, która miała silnik zamontowany z przodu.

## Podstawowe dane techniczne LM001
| Lamborghini          | LM001                        |
| -------------------- | ---------------------------- |
| Lata produkcji:      | 1982                         |
| Liczba:              | 1 sztuka                     |
| Cena nowego auta:    | ,-                           |
| Silnik:              | V8 16v, klasycznie           |
| Pojemność:           | 5896 cm³.                    |
| Moc:                 | 134 kW / 180 KM @ 4000 U/min |
| Max. moment obr:     | 363Nm @ 2500 U/min           |
| 0 – 100 km/h:        | 16.3 s.                      |
| Prędkość maksymalna: | 160 km/h                     |
| 100 – 0 km/h:        | 47.0 m.                      |
| Średnie spalanie:    | 24.8l / 100 km.              |
| Masa:                | 2100 kg.                     |